# Estació Enològica de Reus
L'Estació Enològica de Reus és un conjunt d'edificis protegits com a bé cultural d'interès local del municipi de Reus (Baix Camp), construïts per Pere Caselles i Tarrats

## Descripció
El conjunt de construccions de l'Estació Enològica ocupa una illa de cases que delimiten el carrer de l'Escorxador, del Doctor Frías, del Doctor Ferran i el passeig de Sunyer. El formen un edifici central de planta baixa i dos pisos i un seguit d'edificacions que alternen alçades de planta baixa i planta i pis, que ocupen el perímetre del terreny i deixen lliure la façana del passeig de Sunyer. Una tanca amb mur de pedra delimita el jardí, feta de maó aplantillat i pilars de maó que sostenen una reixa de ferro. Els pilars estan decorats amb peces de pedra amb el símbol de la rosa de l'escut de la ciutat i mitges esferes recobertes de mosaic policrom sobre corones de formes vegetals esculpides.
L'edifici central és de planta quadrada. La planta baixa estava destinada a oficines i a l'habitatge del porter. El primer pis era l'habitatge de l'enginyer director de l'Estació i al pis superior hi vivien altres empleats. Sobre el terrat, com a continuació de la caixa de l'escala, s'aixeca una torre de planta quadrada, que, a més d'un valor estètic, servia per a instal·lar els instruments d'observació meteorològica.
Les quatre façanes són de maó vist sobre un sòcol de pedra, i incorporen elements d'obra als emmarcaments dels balcons del pis principal i elements decoratius de pedra esculpida.
La façana principal està articulada per sis pilastres de maó que arrenquen del sòcol de maçoneria i pugen fins al nivell superior de la façana per recollir uns arcs escarsers amb dovella central de pedra. Les pilastres tenen una mena de capitells on es representen escultòricament diversos fruits del camp (raïm, avellanes, olives, magranes...) que indiquen la dedicació agrícola de l'edifici.
Al pis principal, damunt de la porta d'accés, hi ha un balcó amb una barana de pedra que integra en el disseny el rètol identificador del centre, i la resta de balcons tenen baranes de forja amb la característica secció bombada. Les obertures de la façana varien segons els pisos; a la planta baixa trobem grans finestrals amb arcs carpanells; al primer pis portes de balcons amb motllura arquitravada, i al segon obertures amb arcs escarsers. Al centre de la façana hi veiem un gran escut d'Espanya de pedra.
De l'interior són destacables els espais de la planta baixa destinats a oficines, que tenen arrimadors i taulells ceràmics de color blanc i un sistema de tancament fet per envans de fusteria i vidre. Els espais són molt diàfans gràcies a l'ús de columnes de fosa de ferro. Després de l'oficina hi ha els laboratoris, que avui encara són actius i mantenen la seva imatge original.
La resta d'edificacions tenen façanes d'aparell poligonal de pedra i elements ceràmics. Hi havia les aules, un laboratori fotogràfic, un museu de maquinària agrícola, zones de treball, una cava, i diversos magatzems.

## Història

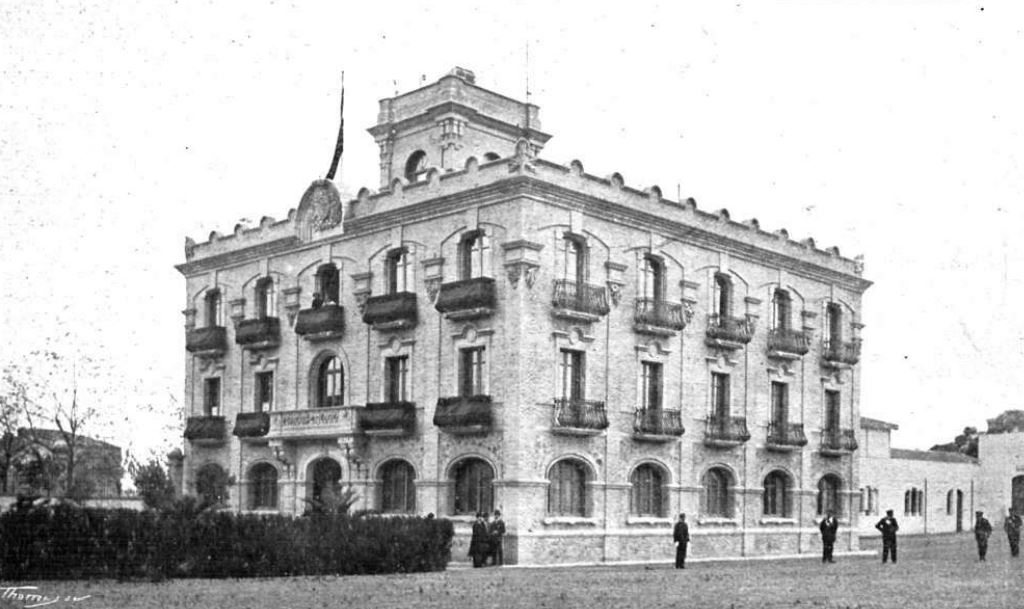
L'Estacio enològica el 1910

Les estacions enològiques es van crear en el moment de replantació de vinya americana, després de la fil·loxera. L'Estació Enològica de Reus, impulsada pel seu primer director, l'enòleg Claudi Oliveras, que havia estat director de l'Estació Enològica de Vilafranca del Penedès, quan es va construir era la més gran de l'Estat, i estava dotada amb la tecnologia i les instal·lacions més modernes. Un dels seus col·laboradors més propers va ser Josep Marimon. Es va edificar en uns terrenys desamortitzats del convent de Sant Joan, com a seu d'una Escola Nacional d'Agricultura. El 1905 es creà per Reial Ordre l'Estació Enològica de Reus però fins al 1910 no s'inaugurà oficialment la nova instal·lació.
Actualment depèn de l'Institut Català de la Vinya i el Vi de la Generalitat de Catalunya. És una de les dues estacions enològiques d'anàlisi de Catalunya, juntament amb la de Vilafranca del Penedès. Una part dels edificis l'ocupa el Consell Comarcal del Baix Camp.